# 草薙 (静岡市)
草薙（くさなぎ）は、静岡市清水区の地名。現行行政地名は草薙一丁目から草薙三丁目及び丁番を持たない草薙。住居表示は丁目部で実施済み、大字部は未実施。
『古事記』『日本書紀』にて、ヤマトタケルが東征にて賊に襲われた際、草薙剣で草を薙ぎ払い向い火を放って難を逃れた火難伝説に関連する『草薙神社』があることが名前の由来。

## 地理
静岡市清水区西部に位置する。北で楠新田・長崎南町・七ツ新屋、北東で草薙一里山・草薙杉道、東で馬走、南東で村松、南で駿河区根古屋・安居、南西で駿河区古宿・平沢、西で駿河区谷田、北西で中之郷・草薙北と隣接する。南北に細長い境域を持ち、北部が市街化されている。
草薙剣を奉られたとされる草薙神社（祭神：日本武尊）があるほか、南端には景勝地・日本平も所在する。周辺には草薙一里山、草薙北、草薙杉道といった住居表示街区もある。草薙駅周辺地域をおおまかに「草薙」と呼ぶことがあり、範囲は西側に隣接する駿河区東端部である谷田、静岡県草薙総合運動場陸上競技場や静岡県草薙総合運動場硬式野球場（草薙球場）の所在地は駿河区栗原（敷地には聖一色も含む）とおおむねJR線以南の中吉田、国吉田も含まれる。

## 歴史

### 沿革
- 1889年10月1日 - 駿河国有渡郡草薙村が周辺の村と合併し、有度郡有度村が村制施行。
- 1896年4月1日 - 有度郡が安倍郡に編入される。
- 1955年4月1日 - 有度村が清水市に編入される。
- 2003年4月1日 - 清水市と静岡市が合併し、新たに静岡市が発足。草薙は「清水草薙」に改称。
- 2005年4月1日 - 静岡市が政令指定都市となった際に清水区が発足。清水草薙は清水区に属し、「草薙」に改称。

## 世帯数と人口
2018年（平成30年）9月30日現在の世帯数と人口は以下の通りである。
| 大字・丁目 | 世帯数    | 人口    |
| ---------- | --------- | ------- |
| 草薙       | 1,816世帯 | 4,119人 |
| 草薙一丁目 | 599世帯   | 1,183人 |
| 草薙二丁目 | 634世帯   | 1,387人 |
| 草薙三丁目 | 442世帯   | 986人   |
| 計         | 3,491世帯 | 7,675人 |

## 小・中学校の学区
市立小・中学校に通う場合、学区は以下の通りとなる。
| 大字・丁目 | 番・番地等 | 小学校                     | 中学校                 |
| ---------- | ---------- | -------------------------- | ---------------------- |
| 草薙       | 全域       | 静岡市立清水有度第二小学校 | 静岡市立清水第七中学校 |
| 草薙一丁目 | 全域       | 静岡市立清水有度第二小学校 | 静岡市立清水第七中学校 |
| 草薙二丁目 | 全域       | 静岡市立清水有度第二小学校 | 静岡市立清水第七中学校 |
| 草薙三丁目 | 全域       | 静岡市立清水有度第二小学校 | 静岡市立清水第七中学校 |

## 交通

### 鉄道
JR東海
- 東海道新幹線 - 駅は設置されていない。
- 東海道本線 - 草薙駅が設置されている。同名の静岡鉄道の駅から離れた場所に設置されている。

静岡鉄道
- 静岡鉄道静岡清水線 - 草薙駅が、同名のJR東海の駅から離れた場所に設置されている。

日本平ロープウェイ
日本平駅が設置されている。

### バス
しずてつジャストライン
- 草薙瀬名新田線
- 国道東静岡清水線
- 三保草薙線

### 道路
- 静岡県道201号平山草薙停車場線
- 静岡県道407号静岡草薙清水線
- 日本平パークウェイ

## 施設
- 清水警察署草薙交番
- 草薙自治会館
- 草薙団地自治会館
- 草薙つつじヶ丘自治会館
- 清水草薙郵便局
- 静岡市立清水第七中学校
- 静岡市立清水有度第二小学校
- 第二ふたば保育園
- 清水草薙スポーツ広場
- 日本平県立自然公園
- 日本平ゴルフクラブ
- 日本平パークセンター - 観光施設。
- 静岡銀行本部
- グラソード草薙(マークスアネシスタワー草薙)
- JR東海清水変電所
- 日本平デジタル送信所
- 冷泉寺
- 草薙神社
  - 草薙神社会館
  - 草薙神社弓道場
- 首塚稲荷神社
- 日本平水祝神社

## その他

### 日本郵便
- 郵便番号 : 424-0886[2]（集配局：清水郵便局[6]）。